# مسجد بنو أنيف

مسجد بني أنيف قبل الترميم (منظر خارجي)

مسجد بني أنيف قبل الترميم (منظر داخلي)

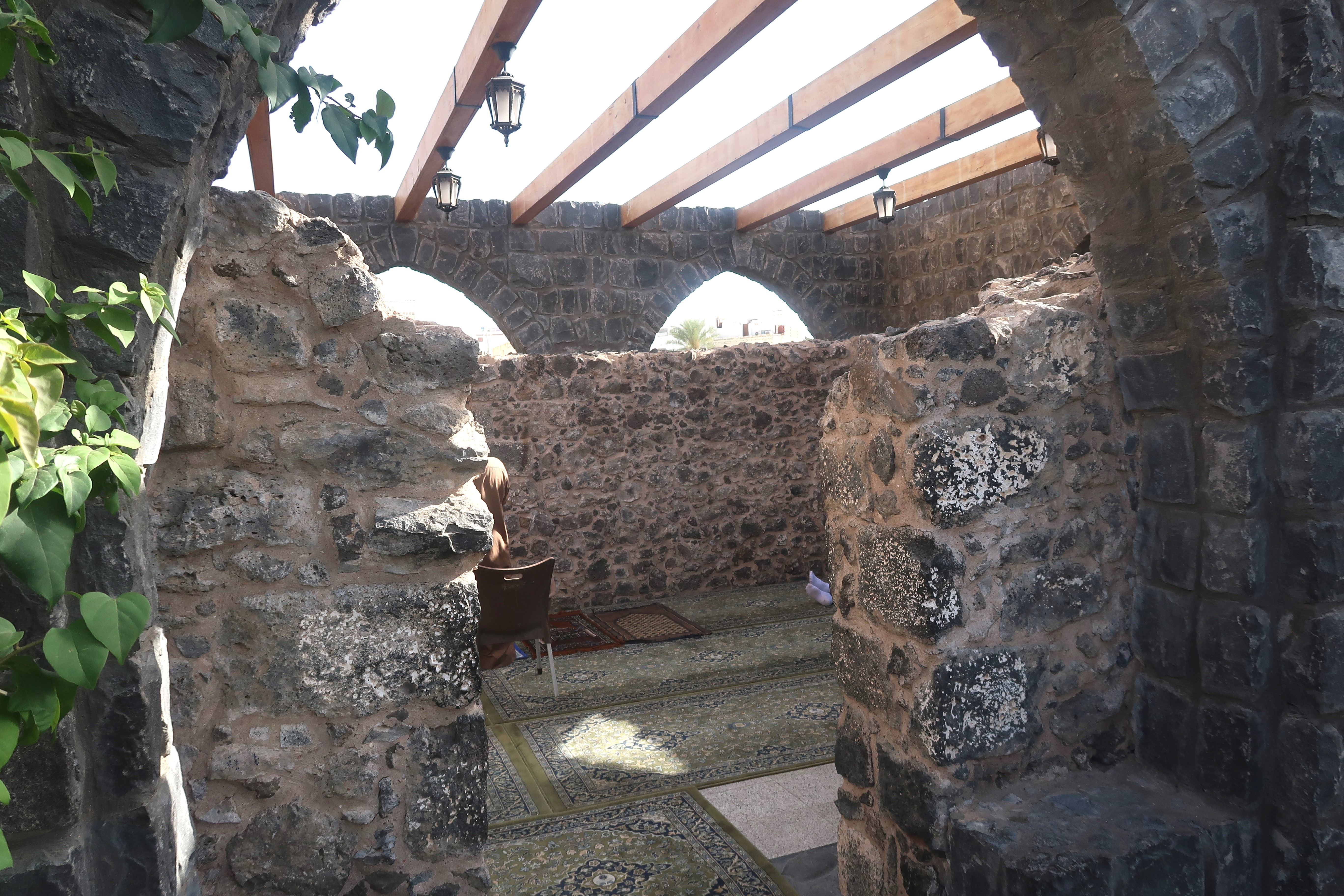
مسجد بني أُنَيْف في المدينة المنوَّرة من الداخل

مسجد بني أُنَيْف أو مسجد مصبح، ورد أن النبي ﷺ صلّى فيما كان يعودُ الصحابي طلحة بن البراء في مرضه، قريبًا من أُطُمهم.

## الأهمية التاريخية
يقال له مسجد بني أنيف لوقوعه في قرية بني أُنَيْف (بالتصغير) وهم حي من بَلِيّ؛ دارهم بين بني عمرو بن عوف بقُباء وبين العصبة. وأطلق عليه بعض المؤرخين والعامة مسجد مصبح؛ لما ورد أن النبي صلى الله عليه وسلم صلى فيه الصبح عندما جاء مهاجرا إلى المدينة. ويتكون البناء الحالي للمسجد من بناء من حجر غير مسقوف؛ ويقصده الزوار والمهتمون بالتاريخ الإسلامي، وقد تم ترميم هذا المسجد كغيره من المساجد التاريخية. 
ويقع هذا المسجد جنوب غربي مسجد قباء، وعلى يمين القادم إلى المدينة المنورة عن طريق الهجرة،
وكان أثر المسجد واضحا على مرتفع من الأرض، وقد بقي من جدرانه نحو مترين قبل تجديده وهو مبني من الحجر البازلتي، وأثر المحراب واضح فيه، ومدخله في الجهة الشمالية

## أسماؤه
1. يقال له: مسجد بني أنيف لوقوعه في قرية بني أنيف، بضم الهمزة تصغير أنف، وهم حي من بلي يقال: إِنهم بقية من العماليق وكانوا حلفاء لبني عمرو بن عوف من الأوس، ودارهم بين بني عمرو بن عوف بقباء وبين العصبة.
2. وأطلق عليه بعض المتأخرين مسجد مصبح لما ورد أن النبي ﷺ خرج لاستقبال ابن عمه علي بن ابي طالب ومن معه قادمين من مكة إلى المدينة المنورة بعدما فدى علي النبي ﷺ ونام في فراشه ليلة هجرته، وقد بات النبي فيه حتى الصباح، وصلى فيه، ويطلق عليه بعض أهل المنطقة حاليا (طلعة مصبح).[1]

## موقعه
يقع هذا المسجد في جنوب غرب مسجد قباء، وعلى يمين القادم إِلى المدينة المنورة عن طريق الهجرة.

## صلاةالنبيﷺفي موضع المسجد
ورد أن النبي صلى الله عليه وسلم كان يأتي طلحة بن البراء يعوده، ولما توفي جاء للتعزية، وفي أثناء ذلك صلى النبي ﷺ في موضع هذا المسجد، فقد روى أبو داود عن الحصين أن طلحة البراء مرض فأتاه النبي ﷺ يعوده، فقال: «إِني لا أرى طلحة إِلا قد حدث فيه الموت فآذنوني وعجلوا، فإِنه لا ينبغي لجيفة مسلم أن تحبس بين ظهراني أهله».
وعن عاصم بن سويد عن أبيه قال: سمعت مشيخة بني أنيف يقولون: " رسول الله ﷺفيما كان يعود طلحة البراء قريباً من أطمهم"، قال عاصم: قال أبي: فأدركتهم يرشون ذلك المكان ويتعاهدونه ثم بنوه بعد فهو مسجد بني أنيف بقباء.

## مسجد بني أنيف عبر التاريخ
تفيد النقول عن وجود هذا المسجد في القرون المتقدمة.
- وتحدث عنه المطري (المتوفي 741هـ) والفِيرُوزابادي (المتوفى 817هـ) وأبو البقاء المكي والسمهودي (المتوفي 911هـ) والعباسي (المتوفى في القرن الحادي عشر الهجري).
- وفي بداية القرن الرابع عشر الهجري قال علي بن موسى: وعلى الحرة عند الحديقة المعروفة بالقويم مسجد صغير غير مسقف يعرف بمسجد مصبح وهو على قارعة طريقه صلى الله عليه وسلم لما جاء مهاجراً ومعه سيدنا الصديق إِلى المدينة.
- وتحدث عنه الخياري قائلاً: المسجد غير مسقوف بجوار مستودعات غسان جنوب غرب مسجد قباء وبجانبه الغربي أطم مصبح وثنية الوداع التي استقبل عندها رسول الله صلى الله عليه وسلم.
- وقال إبراهيم العياشي (المتوفى 1400هـ) عن هذا المسجد: لم أجد أثر المسجد سوى المسجد المرتفع على الحرة من جنوب البئر القائم قريباً منها ويعرف اليوم بمصبح، وفيه ما في حديث الهجرة عن عبد الرحمن بن حارثة قال: صلى رسول الله صلى الله عليه وسلم الصبح بظهر حرتنا ثم ركب فأناخ إِلى عذق عند بئر غرس. ثم صلى أيضاً في مكانه عندما كان يعود طلحة البراء والعامة يقولون في اسمه مسجد مصبح نسبة لصلاة النبي صلى الله عليه وسلم الصبح فيه.[2]

## بنو أنيف
بنو أُنَيْف (تصغير أنف) حي من بَلِيّ، ويقال: إنهم بقية من العماليق كما تقدم في منازل اليهود، وبينا في منازل بني عمرو بن عوف من الأوس أنهم كانوا حلفاء لهم. وروى ابن زبالة عن عاصم بن سويد عن أبيه قال: سمعت مشيخة بني أنيف يقولون: صلّى رسول الله صلى الله عليه وسلم فيما كان يعود طلحة بن البراء قريبا من أطمهم، قال عاصم:
قال أبي: فأدركتهم يرشّون ذلك المكان ويتعاهدونه ثم بنوه بعده؛ فهو مسجد بني أنيف بقباء. قلت: طلحة بن البراء منهم. وقال المتكلمون في أسماء الصحابة: إنه من بلىّ وكان حليفا للأوس، وذلك هو السبب كما قدمناه فيما وقع للمطري ومن تبعه من أن بني أنيف بطن من الأوس، قال: ودارهم بين بني عمرو بن عوف بقباء وبين العصبة. قلت: المعتمد ما قدمناه، ودارهم بقباء عند المال المعروف اليوم بالقائم في جهة قبلة مسجد قباء من جهة المغرب، وعند بئر عذق كما سبق.

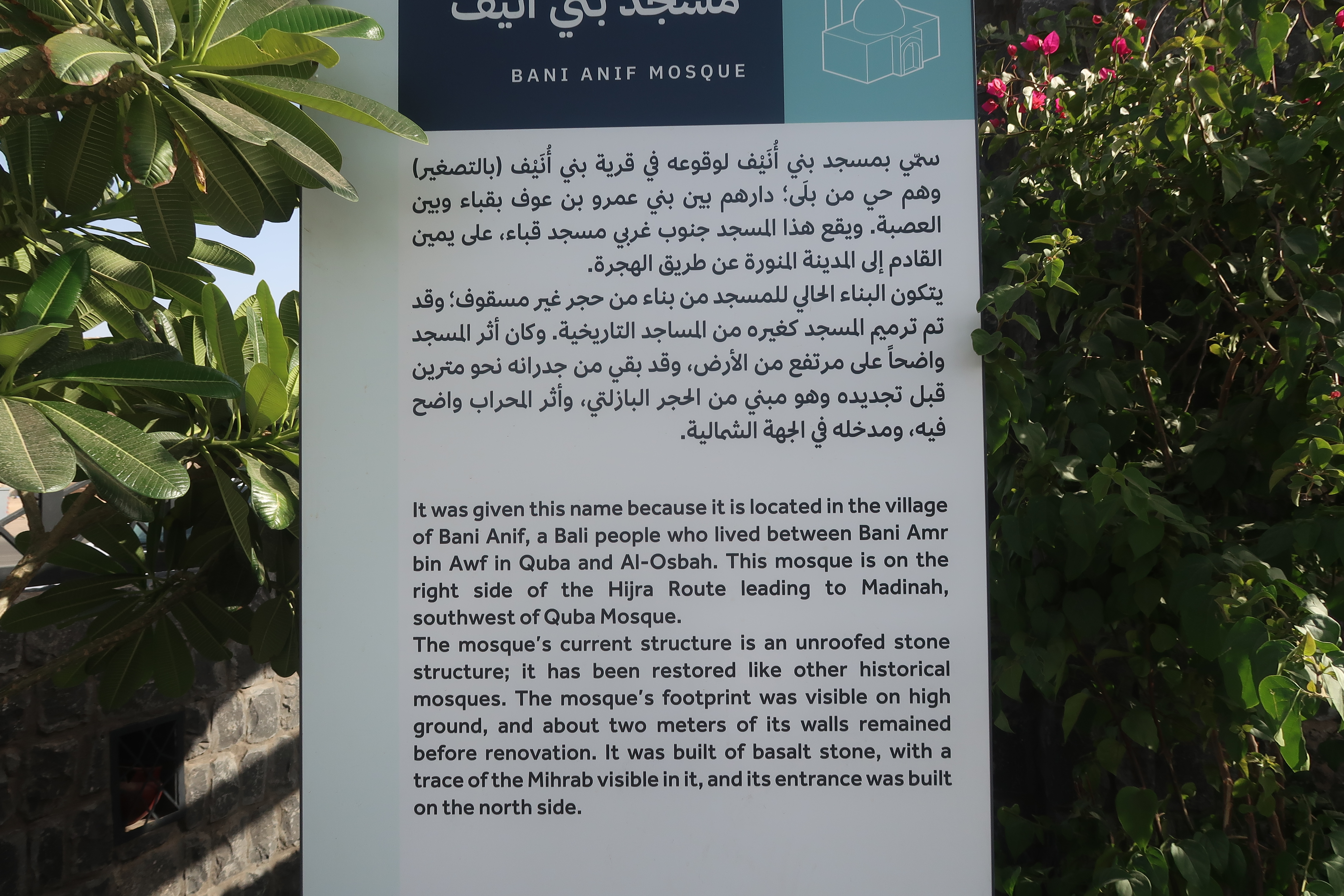
لوحة تعريفية بمسجد بني أُنَيْف في المدينة المنوَّرة

## وصلات خارجية
- «مسجد مصبح» من شواهد السيرة النبوية العطرة بالمدينة المنورة.